# Psalidoprocne
Psalidoprocne (kamzwaluwen) is een geslacht van zangvogels uit de familie zwaluwen (Hirundinidae).

## Soorten
Het geslacht kent de volgende soorten:
- Psalidoprocne albiceps  – Witkopkamzwaluw
- Psalidoprocne fuliginosa  – Kameroenkamzwaluw
- Psalidoprocne nitens  – Junglekamzwaluw
- Psalidoprocne obscura  – Fanteekamzwaluw
- Psalidoprocne pristoptera  – Blauwzwarte kamzwaluw